# Daniel Woods
Daniel Woods (* 1. srpna 1989 Richardson, Texas) je americký profesionální lezec a reprezentant ve sportovním lezení, mistr USA a juniorský vicemistr světa, již od mládí známý především jako bouldrista.

## Výkony a ocenění
- přelezy bouldrů obtížnosti 8C a 8c+
- 2003, 2004: dvě medaile na mistrovství světa juniorů v lezení na obtížnost
- 2007: nominace na prestižní mezinárodní závody Rock Master v italském Arcu v boulderingu
- 2012: nominace na ocenění Salewa Rock Award
- 2006, 2013: dvojnásobný mistr USA v lezení na obtížnost
- 2005-2014: osminásobný mistr USA v boulderingu
- 2006-2017: závodů světových pohárů se účastnil zejména jednou ročně ve Vail v USA, zpočátku ale také v Evropě, celkem získal čtyři medaile

### Bouldering
- 9A
- 2008: In Search of Time Lost, 8C, Magic Wood, Švýcarsko
- 2010: Terremer, 8C (V15), Hueco Tanks, USA
- 2010: Desperanza, 8C (V15), Hueco Tanks, USA
- 2010: The Game, 8C (V15), Boulder Canyon, Colorado, USA
- 2010: Warrior Up, 8C (V15), Mount Evans, Colorado, USA
- 2010: Hypnotized Minds, 8C (V15), Colorado, USA
- 2011: Big Paw, 8C, Chironico, Švýcarsko
- 2011: La force tranquille, 8C, Magic Wood, Švýcarsko
- 2011: Mystic Stylez, 8C, Magic Wood, Švýcarsko
- 2011: Ill Trill, 8C, Magic Wood, Švýcarsko
- 2011: Practice of the Wild, 8C, Magic Wood, Švýcarsko
- 2012: Paint It Black, 8C, Colorado, USA
- 2021: Return of the Sleepwalker, 9A, Red Rocks, Nevada, USA

### Závodní výsledky
| Arco Rock Master | Arco Rock Master |
| Rok              | 2007             |
| ---------------- | ---------------- |
| Bouldering       | 5                |

| Mistrovství světa | Mistrovství světa | Mistrovství světa |
| Rok               | 2007              | 2009              |
| ----------------- | ----------------- | ----------------- |
| Obtížnost         | 113-114           | —                 |
| Bouldering        | 43-44             | 17                |

| Světový pohár       | Světový pohár | Světový pohár | Světový pohár | Světový pohár | Světový pohár | Světový pohár | Světový pohár | Světový pohár | Světový pohár | Světový pohár |
| Rok                 | 2006          | 2008          | 2009          | 2010          | 2011          | 2012          | 2013          | 2014          | 2016          | 2017          |
| ------------------- | ------------- | ------------- | ------------- | ------------- | ------------- | ------------- | ------------- | ------------- | ------------- | ------------- |
| Bouldering          | 41-42         | 14            | 13-14         | 21            | 9             | 33-36         | 34            | 88-89         |               | 0             |
| jednotlivě* (1/2/1) | ,12,          | ,5,,          | ,,10,         | ,             | ,13,4,13,,11, | ,10,          | ,10,          | ,27,          | ,15,          | ,45,          |

* poznámka: nalevo jsou poslední závody v roce
| Mistrovství USA | Mistrovství USA | Mistrovství USA | Mistrovství USA | Mistrovství USA | Mistrovství USA | Mistrovství USA | Mistrovství USA | Mistrovství USA | Mistrovství USA |
| Rok             | 2005            | 2006            | 2007            | 2009            | 2010            | 2012            | 2013            | 2014            | 2015            |
| --------------- | --------------- | --------------- | --------------- | --------------- | --------------- | --------------- | --------------- | --------------- | --------------- |
| Obtížnost       | 3               | 1               |                 |                 | 2               | 3               | 1               |                 |                 |
| Bouldering      | 1               | 1               | 1               | 1               | 1               | 1               | 1               | 1               | 2               |

| Mistrovství světa juniorů | Mistrovství světa juniorů | Mistrovství světa juniorů |
| Rok                       | 2003                      | 2004                      |
| ------------------------- | ------------------------- | ------------------------- |
| Obtížnost                 | 2                         | 3                         |

## Filmografie
- 2013: The Sensei (filmová série Reel Rock); režie Peter Mortimer, 27' sportovní dokument, veterán Júdži Hirajama učí lézt mladého Daniela Woodse